# Europäischer Tag des Fahrrads
Der Europäische Tag des Fahrrads ist ein Aktionstag in einigen europäischen Ländern und findet seit 1998 jährlich am 3. Juni statt. Er wurde anlässlich der zunehmenden problembehafteten Verkehrsdichte durch motorisierte Fortbewegungsmittel eingeführt und soll darauf hinweisen, dass das Fahrrad das umweltfreundlichste, gesündeste und sozial verträglichste Fortbewegungsmittel darstellt. So finden an diesem Datum verschiedene Aktionen und Fahrradsternfahrten statt.
Das Statistische Bundesamt stellt anlässlich des Aktionstags aktuelle Statistiken zur Fahrradnutzung in Deutschland aus.